# Карлсон, Брэнден
Брэнден Карлсон (англ. Branden Carlson; род. 1999, Саут-Джордан, Юта) — американский профессиональный баскетболист, выступающий за клуб НБА «Оклахома-Сити Тандер». Играет на позиции центрового.

## Профессиональная карьера

### Рэпторс 905 (2024)
4 июля 2024 года, после того, как Карлсон не был выбран на драфте НБА 2024 года, он подписал двусторонний контракт с «Торонто Рэпторс». Однако 19 октября 2024 года он был отчислен. 28 октября он присоединился к «Рэпторс 905».

### Оклахома-Сити Тандер / Блю (2024–настоящее время)
16 ноября 2024 года после травм Айзеи Хартенштейна, Чета Холмгрена и Джейлина Уильямса Карлсон подписал контракт с клубом «Оклахома-Сити Тандер».
В течение своего дебютного сезона он несколько раз отправлялся в филиал «Тандер» в Джи-Лиге НБА «Оклахома-Сити Блю». 7 января 2025 года «Тандер» его отчислили. Три дня спустя он подписал 10-дневный контракт с «Тандер». 16 января в матче против «Кливленд Кавальерс» Карлсон набрал 11 очков и 4 подбора, забив 3 трехочковых со скамейки запасных в разгромной победе. 22 января он подписал еще один 10-дневный контракт с «Тандер». 6 февраля он подписал двусторонний контракт с «Тандер» и Блю». В последней игре регулярного сезона против «Нью-Орлеан Пеликанс» Карлсон набрал 26 очков, 10 подборов и 3 блок-шота, что является для него лучшим результатом в сезоне.

## Статистика

### Статистика в Джи-Лиге
| Сезон                                                                                    | Команда     | Регулярный сезон | Регулярный сезон | Регулярный сезон | Регулярный сезон | Регулярный сезон | Регулярный сезон | Регулярный сезон | Регулярный сезон | Регулярный сезон | Регулярный сезон | Регулярный сезон | Серия плей-офф | Серия плей-офф | Серия плей-офф | Серия плей-офф | Серия плей-офф | Серия плей-офф | Серия плей-офф | Серия плей-офф | Серия плей-офф | Серия плей-офф | Серия плей-офф |
| Сезон                                                                                    | Команда     | GP               | GS               | MPG              | FG%              | 3P%              | FT%              | RPG              | APG              | SPG              | BPG              | PPG              | GP             | GS             | MPG            | FG%            | 3P%            | FT%            | RPG            | APG            | SPG            | BPG            | PPG            |
| ---------------------------------------------------------------------------------------- | ----------- | ---------------- | ---------------- | ---------------- | ---------------- | ---------------- | ---------------- | ---------------- | ---------------- | ---------------- | ---------------- | ---------------- | -------------- | -------------- | -------------- | -------------- | -------------- | -------------- | -------------- | -------------- | -------------- | -------------- | -------------- |
| 2024/25                                                                                  | Рэпторс 905 | 3                | 3                | 31,6             | 51,5             | 42,9             | 40,0             | 8,7              | 3,0              | 0,3              | 1,7              | 14,3             | Не участвовал  | Не участвовал  | Не участвовал  | Не участвовал  | Не участвовал  | Не участвовал  | Не участвовал  | Не участвовал  | Не участвовал  | Не участвовал  | Не участвовал  |
|                                                                                          | Всего       | 3                | 3                | 31,6             | 51,5             | 42,9             | 40,0             | 8,7              | 3,0              | 0,3              | 1,7              | 14,3             | Не участвовал  | Не участвовал  | Не участвовал  | Не участвовал  | Не участвовал  | Не участвовал  | Не участвовал  | Не участвовал  | Не участвовал  | Не участвовал  | Не участвовал  |
| Наведите курсор мыши на аббревиатуры в заголовке таблицы, чтобы прочесть их расшифровку. |             |                  |                  |                  |                  |                  |                  |                  |                  |                  |                  |                  |                |                |                |                |                |                |                |                |                |                |                |

### Статистика в NCAA
| Сезон | Команда | Conf   | Class | GP  | GS  | MPG  | FG%  | 3P%  | FT%  | RPG | APG | SPG | BPG | PPG  |
| --- | ------- | ------ | ----- | --- | --- | ---- | ---- | ---- | ---- | --- | --- | --- | --- | ---- |
| 2019/20 | Юта     | Pac-12 | FR    | 30  | 29  | 20,9 | 54,9 | 23,1 | 62,2 | 3,9 | 0,8 | 0,3 | 1,4 | 7,0  |
| 2020/21 | Юта     | Pac-12 | SO    | 25  | 21  | 23,4 | 55,1 | 50,0 | 60,9 | 4,6 | 0,7 | 0,2 | 1,7 | 9,4  |
| 2021/22 | Юта     | Pac-12 | JR    | 24  | 23  | 26,0 | 51,0 | 30,9 | 81,8 | 6,0 | 1,1 | 0,3 | 1,6 | 13,6 |
| 2022/23 | Юта     | Pac-12 | SR    | 31  | 31  | 29,1 | 49,5 | 33,1 | 77,4 | 7,5 | 1,5 | 0,3 | 2,0 | 16,3 |
| 2023/24 | Юта     | Pac-12 | SR    | 36  | 36  | 29,6 | 50,1 | 37,9 | 71,4 | 6,6 | 1,6 | 0,4 | 1,5 | 17,0 |
| Всего | Всего   | Всего  | Всего | 146 | 140 | 26,1 | 51,3 | 35,4 | 72,8 | 5,8 | 1,2 | 0,3 | 1,7 | 12,9 |
| Наведите курсор мыши на аббревиатуры в заголовке таблицы, чтобы прочесть их расшифровку Статистика приведена с сайта sports-reference.com |         |        |       |     |     |      |      |      |      |     |     |     |     |      |